# Energía en Hong Kong

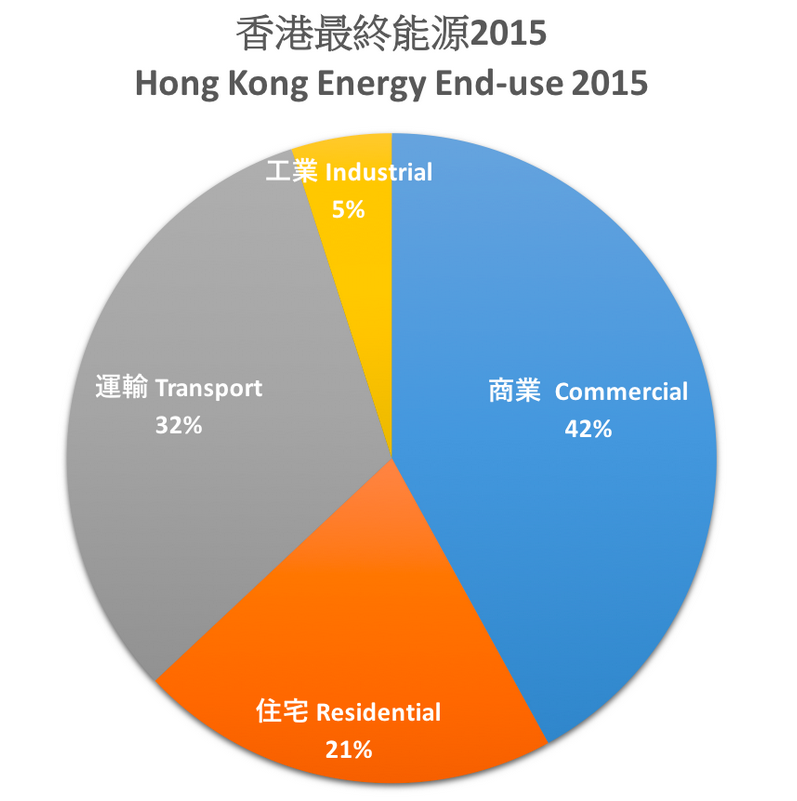
Consumo de energía de uso final en Hong Kong (2015)

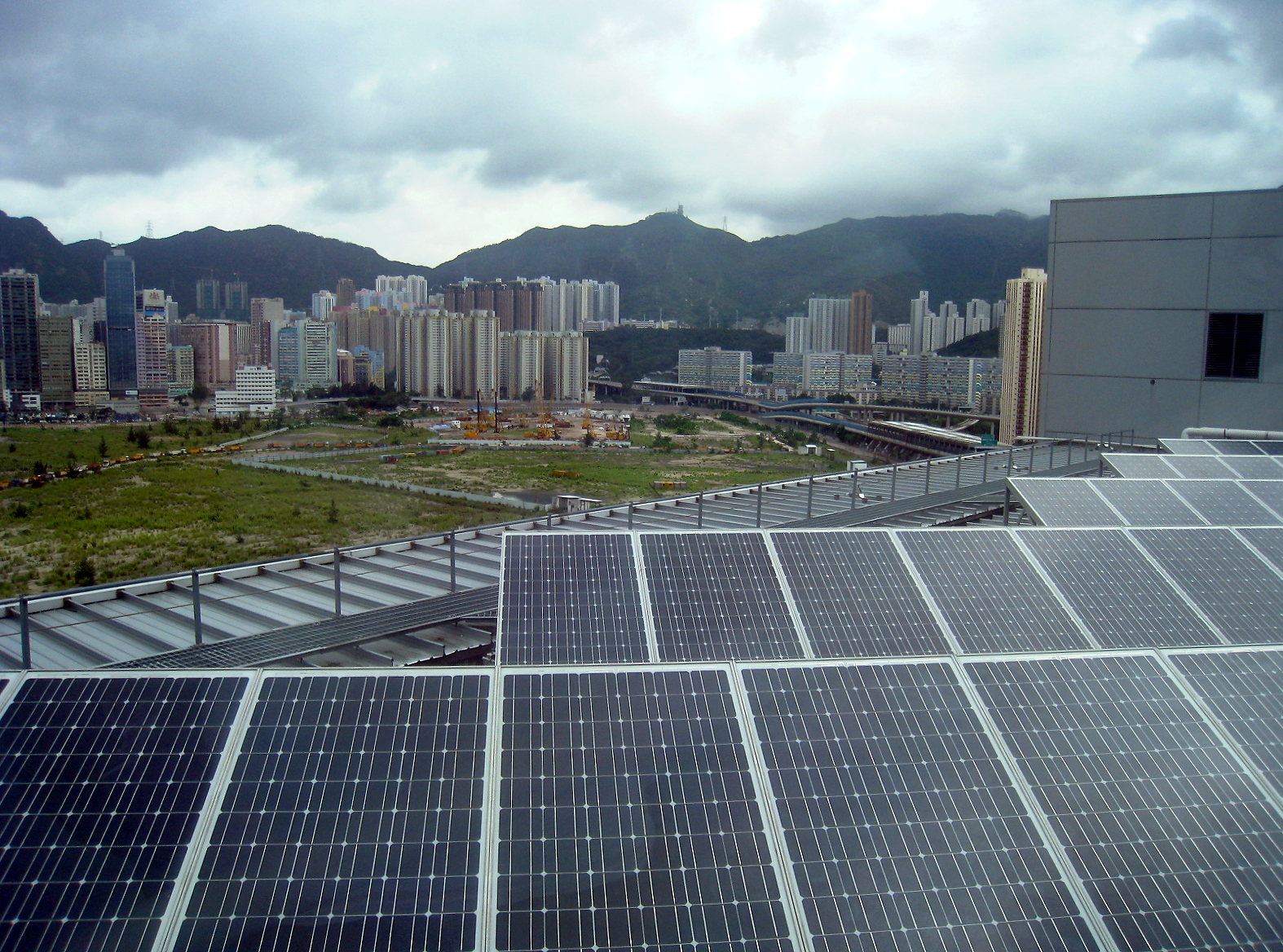
Generación de energía solar fotovoltaica en Hong Kong

La energía en Hong Kong se refiere al tipo de energía y su infraestructura relacionada que se usa en Hong Kong. La energía es crucial para el desarrollo del comercio y las industrias en Hong Kong con su tierra utilizable relativamente pequeña. Hong Kong principalmente importa su energía del exterior o la produce mediante algún proceso intermedio.

## Fuentes de energía

Suministro de electricidad de Hong Kong por fuente

### Solar

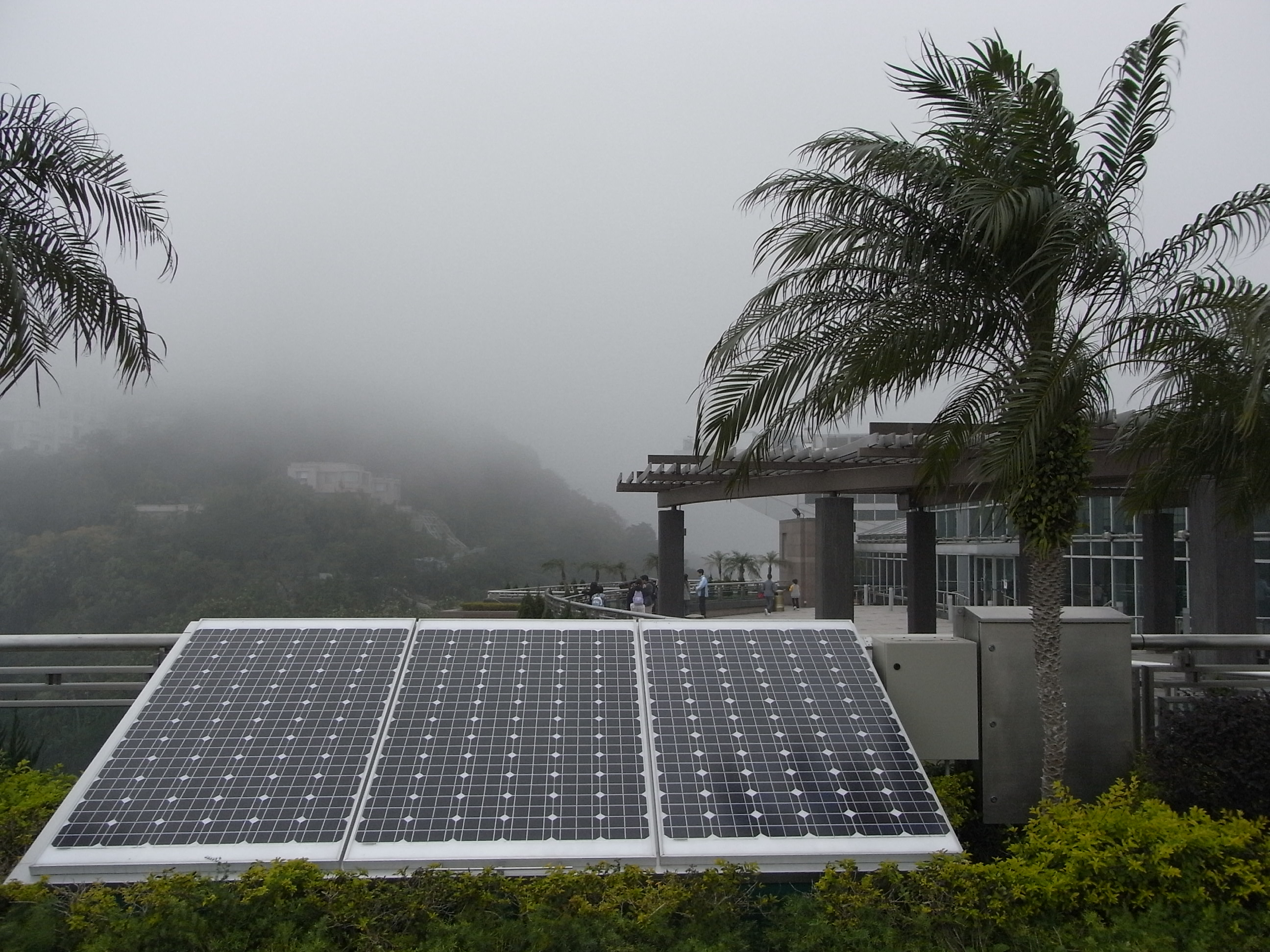
Paneles fotovoltaicos en The Peak Galleria

### Viento

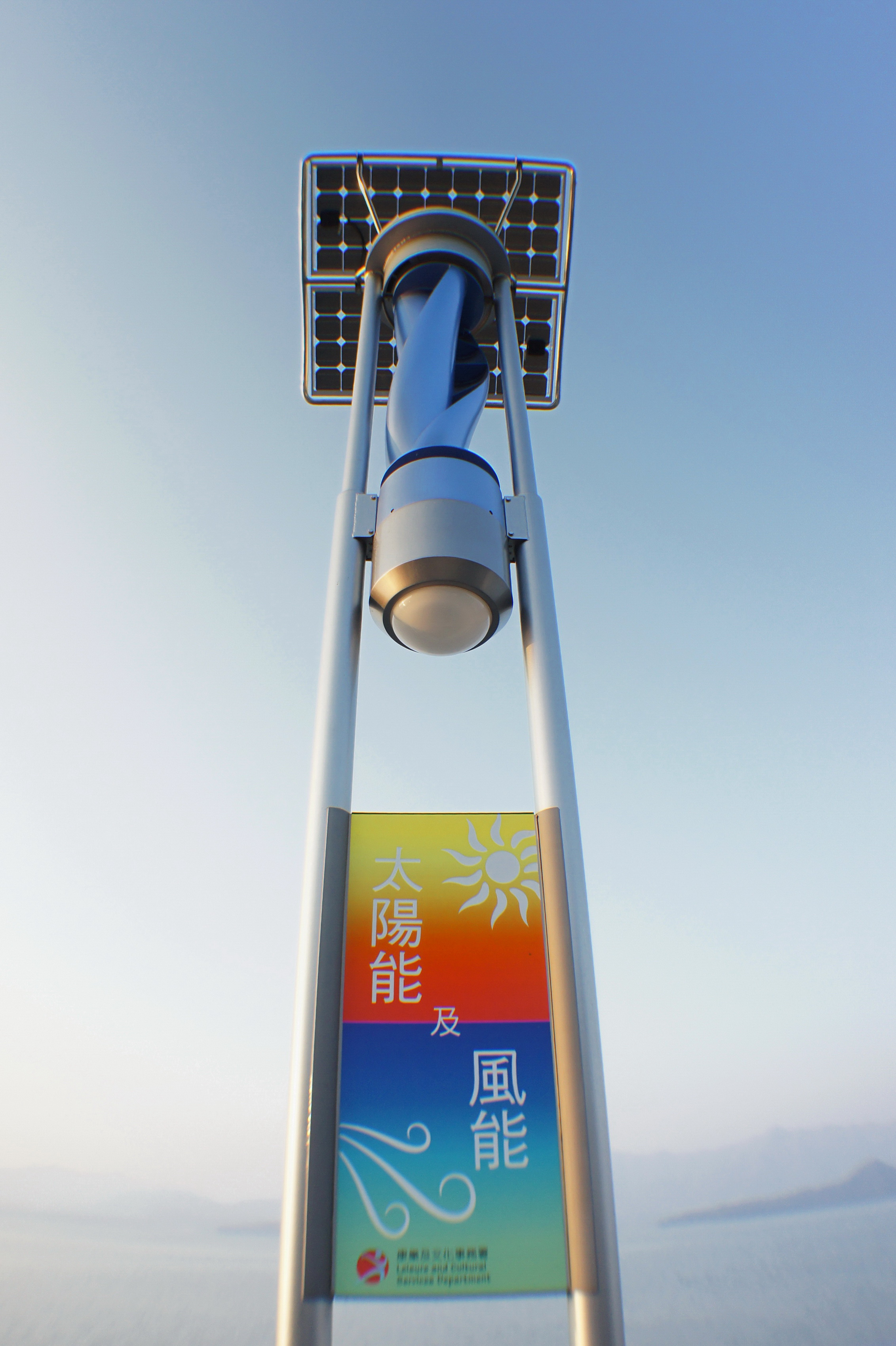
Lámpara solar y eólica en Ma On Shan